# 大村義雄
大村 義雄（おおむら よしお、明治25年（1892年）7月24日 - 没年不詳）は日本の実業家。

## 経歴
貞蔵の長男。
大正9年（1920年）東大経済学部卒。
人権擁護委員、出雲大社神社総代を歴任。
八田工業（株）取締役会長、出雲造船（株）取締役。

## 人物
宗教は神道。住所は島根県簸川郡大社町（現出雲市）。

## 家族・親族

### 大村家
（島根県簸川郡大社町（現出雲市））
当家は千家国造家と縁故深く杵築町に於ける旧家である。
- 父・貞蔵[1]（島根県平民[3]、島根県多額納税者[2]、農業[2]、実業家、政治家）

明治3年（1870年）7月 - 没

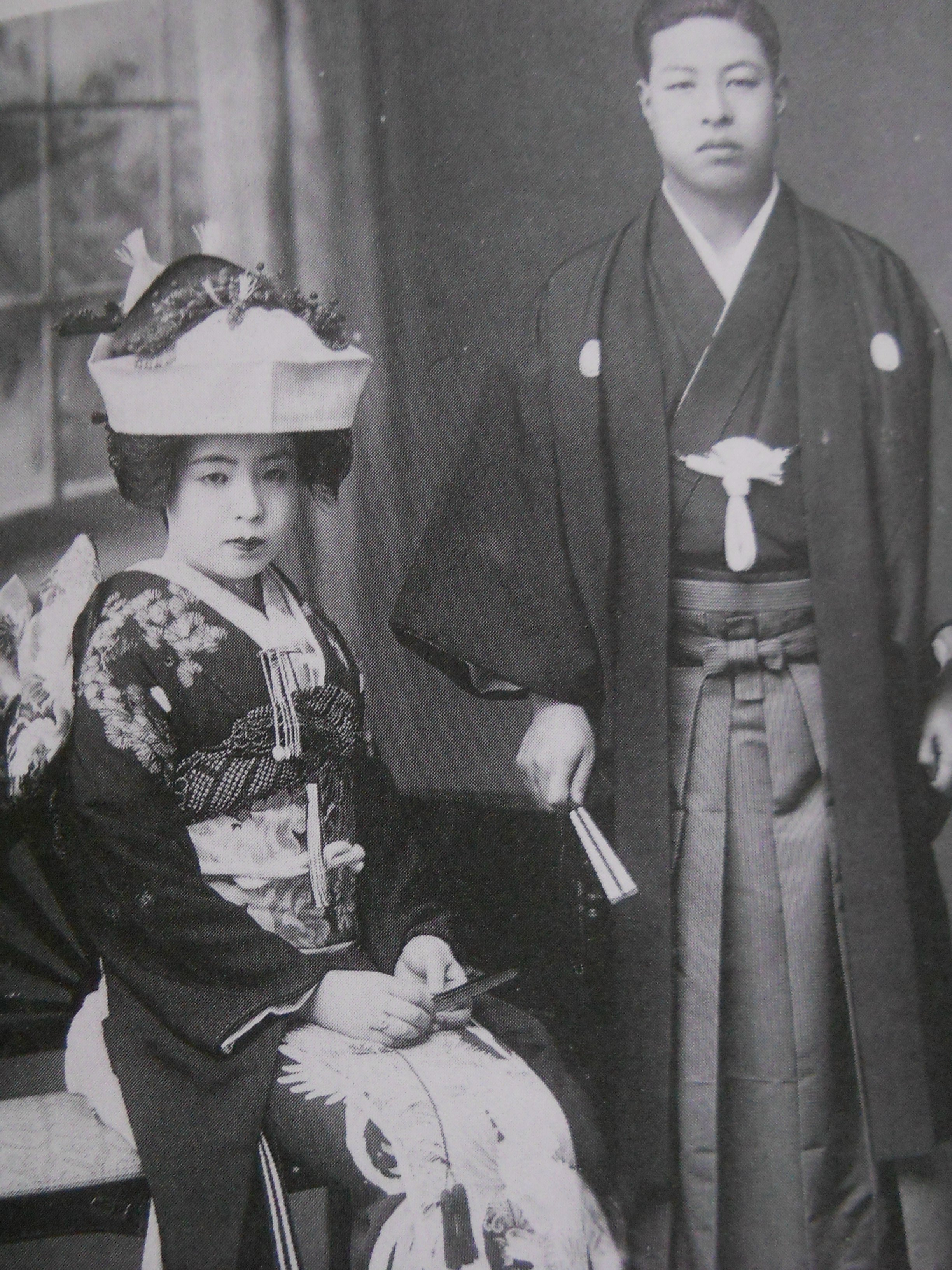
坂口平兵衛 (2代)と妹・真佐子
（昭和2年3月）

- 弟・泰吉（桜井千代子の入夫となる[2]、のち桜井三郎右衛門）

明治36年（1903年）12月生- 平成3年（1991年）3月没
- 妹[1]

富寿子（島根県平田市、実業家・政治家木佐徳之助の妻）
真佐子（鳥取県米子市、実業家・政治家坂口平兵衛 (2代)の妻）